# Скрипки
Скрипки́ — село в Україні, у Фастівському районі Київської області. Населення становить 355 осіб.